# Sędzisław (Neder-Silezië)
Sędzisław is een dorp in de Poolse woiwodschap Neder-Silezië. De plaats maakt deel uit van de gemeente Marciszów.

## Galerij

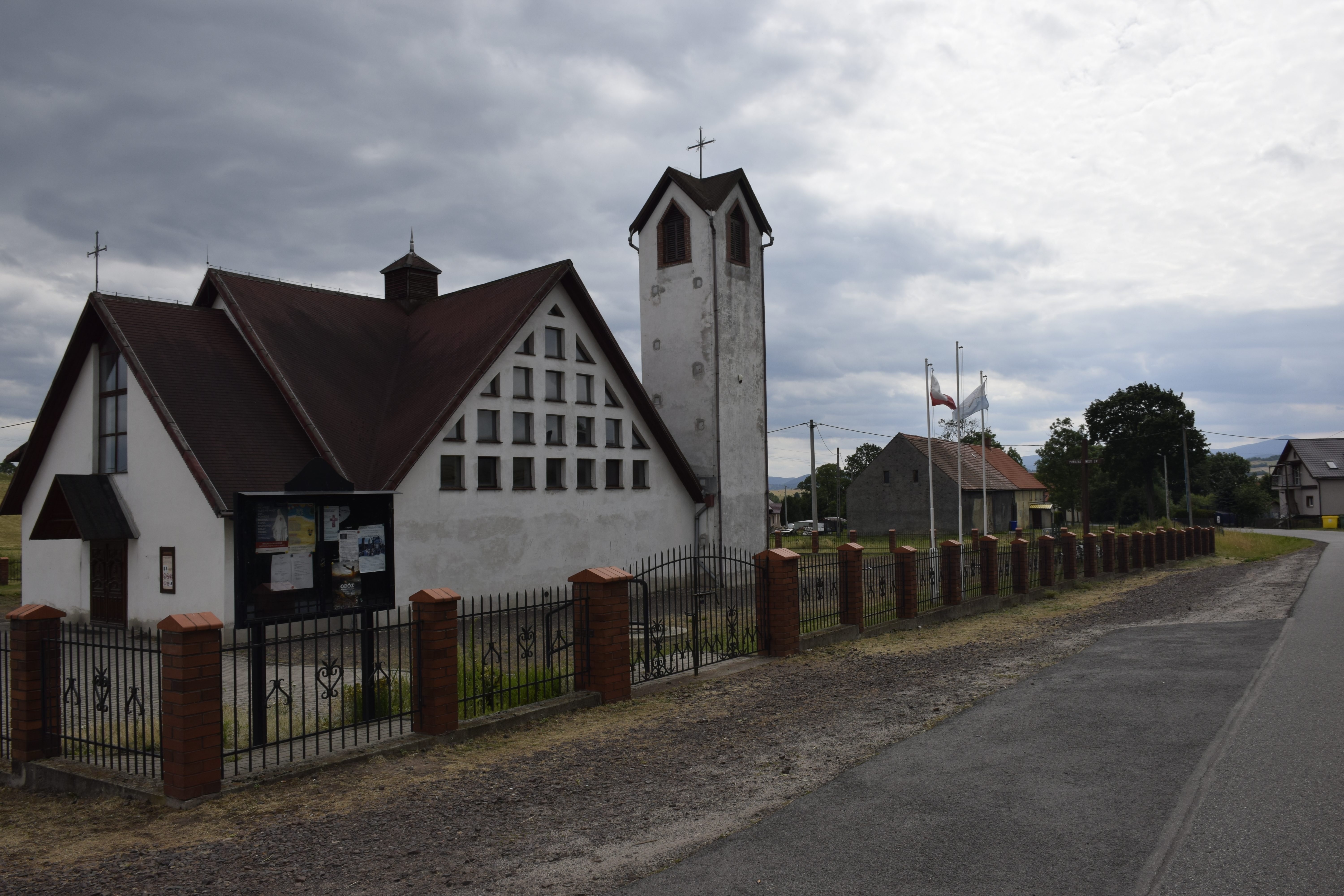
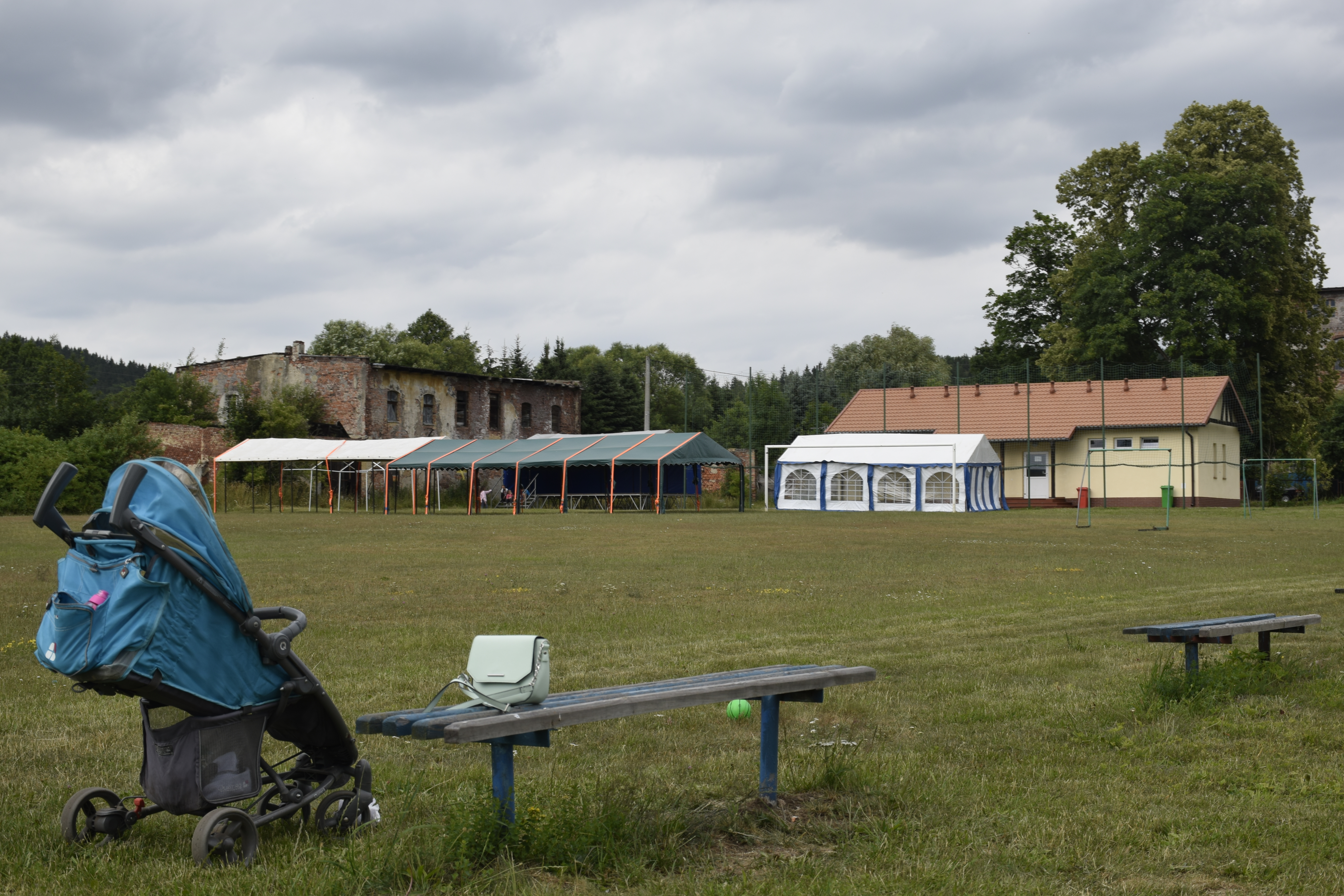
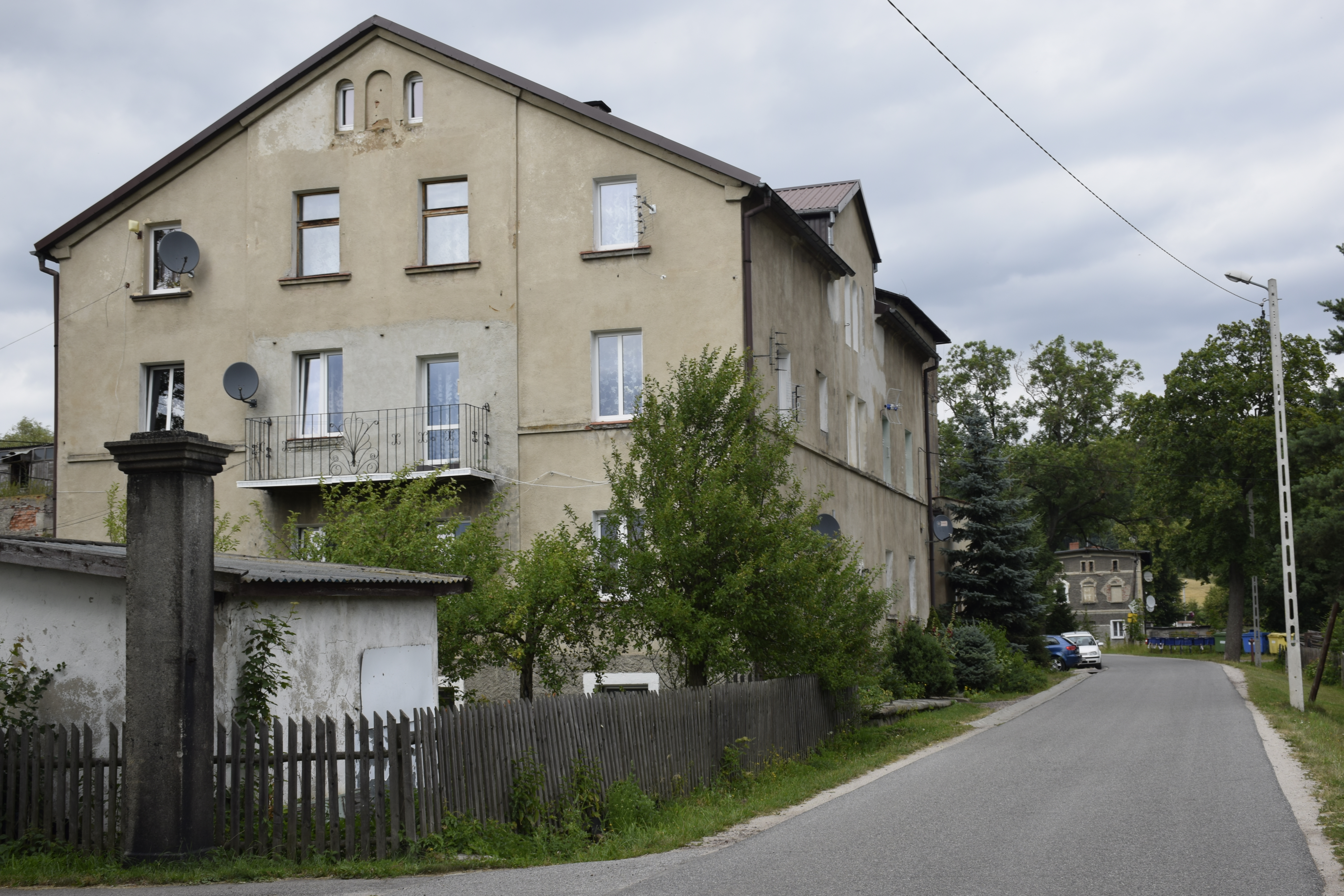
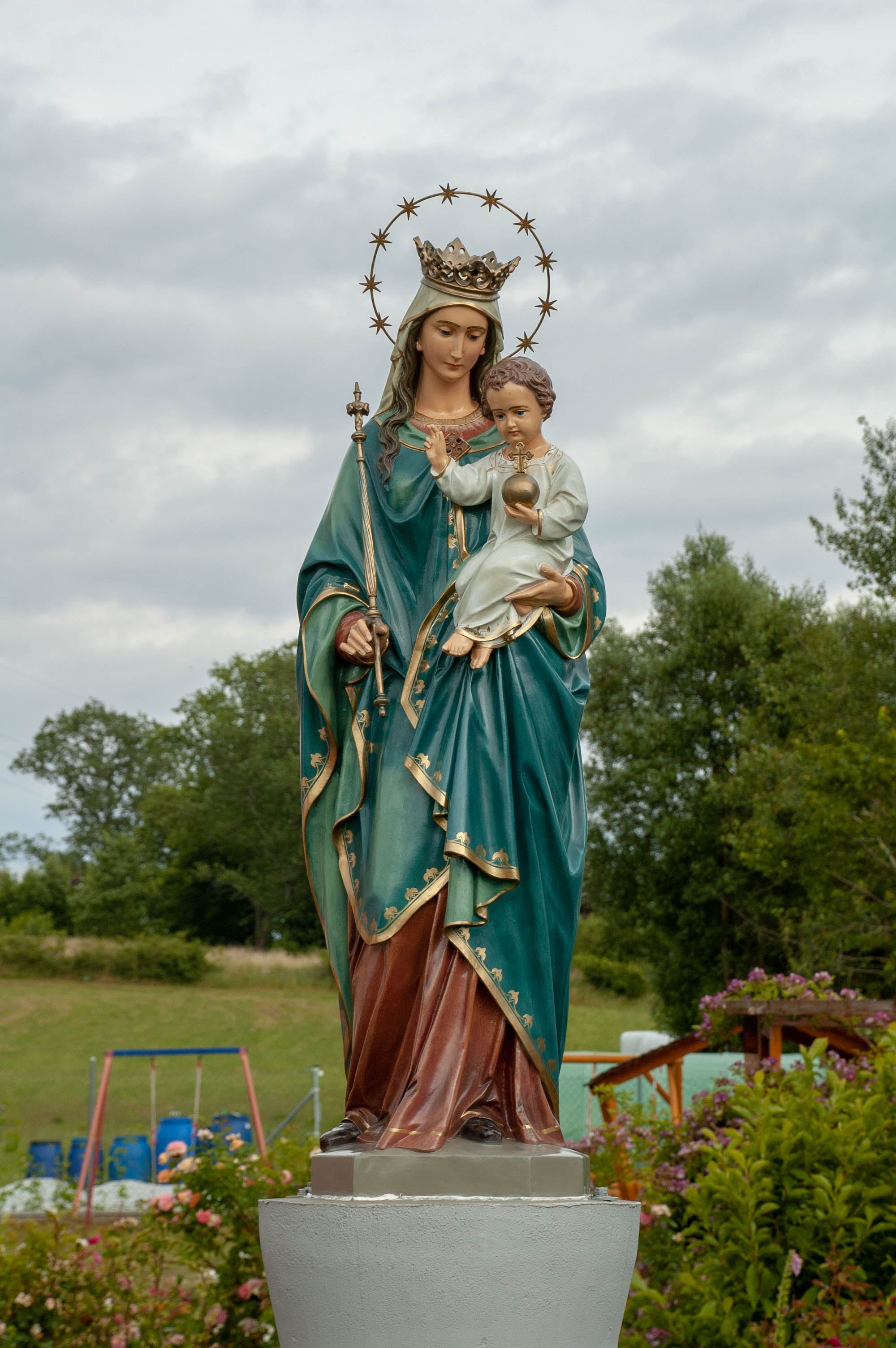